# Robert Fulks
Robert Fulks (auch Fukes oder Robert of Reading) († vor 8. September 1287) war ein englischer Richter.

## Herkunft
Robert Fulks stammte aus Reading in Berkshire, wonach er auch benannt wurde. Er hatte offenbar Verbindungen zu Reading Abbey, für die er Urkunden bezeugte. Später erwarb er auch Grundbesitz bei Reading. Er war wahrscheinlich mit Richard Fulks verwandt, der von mindestens 1244 bis 1261 im Haushalt von König Heinrich III. tätig war. Dazu war er Gilbert Bullock aus Arborfield in Berkshire und mit John, Son of Oliver of Haseley verwandt, mit denen er Besitzungen tauschte.

## Aufstieg und Dienst als Richter
Spätestens ab 1251 gehörte Fulks dem geistlichen Stand und diente als Schreiber in der königlichen Kanzlei. Dabei war er unter anderem für die Organisation der Überfahrt des Königs mit seinem Heer in die Gascogne 1253 verantwortlich. 1259 begleitete er König Heinrich III. zur Besiegelung des Vertrags von Paris nach Frankreich. 1263 war er wahrscheinlich beim Mise of Amiens, dem Schiedsspruch des französischen Königs Ludwig IX., im Streit zwischen Heinrich III. und einer Adelsopposition anwesend. 1252 wurde er zum Warden des Hospitals of Gods House in Dunwich ernannt. Heinrich III. belohnte ihn dazu mit verschiedenen Pfründen und bedachte ihn mit Geschenken wie Holz und Wildbret aus den königlichen Wäldern. Fulks blieb bis mindestens 1269, womöglich bis Frühjahr 1271 Schreiber im Dienst des Königs. Nachdem Anfang 1271 die Richter Roger of Seaton und John of Cobham zu Gerichtsreisen aufgebrochen waren und damit ein Mangel an Richtern am Common Bench bestand, wurde Fulks zusammen mit Stephen Heym vor Ostern zum Richter an dem Gerichtshof ernannt. Dabei war er zuvor nie als Richter tätig gewesen. Er besaß zwar Erfahrung in der Verwaltung, aber kaum juristische Erfahrung. Im Frühjahr 1274 legte er sein Richteramt nieder. Von 1280 bis 1287 diente er dann wieder als Richter bei Gerichtsreisen in verschiedenen südenglischen Grafschaften. Er nahm 1287 noch an einer Gerichtsreise durch Hertfordshire teil und starb kurz vor dem 8. September.